# Micaria vinnula
Micaria vinnula är en spindelart som beskrevs av Willis J. Gertsch och Davis 1936. Micaria vinnula ingår i släktet Micaria och familjen plattbuksspindlar. Inga underarter finns listade i Catalogue of Life.